# Joan Anton Català
Joan Anton Català Amigó (Tarragona, 7 de agosto de 1961) es un escritor, divulgador científico y consultor, especializado en astronomía y astrofísica que aplica sus conocimientos a la gestión del cambio en el ámbito de las organizaciones.

## Divulgador Científico
Construyó su primer telescopio a los 9 años, pasión que le llevó a formarse en Química Cuántica, Astronomía y Astrofísica. Es conferenciante y divulgador científico en distintos medios de comunicación (televisión, radio, y prensa); consiguiendo un enfoque humanista de los hallazgos, innovaciones y descubrimientos de la astronomía actual.
Su programa de divulgación en Catalunya Ràdio, llamado “La Terra és plana” se emite semanalmente dentro del magazine El Suplement.
Es el principal astrónomo divulgador del Observatorio Fabra de Barcelona, el  histórico observatorio propiedad de la Real Academia de las Ciencias y de las Artes de Barcelona.
Ha sido entrevistado en diversos medios de Cataluña y resto de España por sus conocimientos astronómicos, destacando la entrevista que realizara Víctor Amela para la contraportada de La Vanguardia.
Colabora con diversos programas de radio y televisión en la divulgación científica del cosmos:  en los programas “La nit dels ignorants” y  “El Matí” de Catalunya Ràdio, en  "El Matí" de Ràdio Estel, “Els Matins” y “Tot  es Mou”, de TV3, en “Tot és possible”,  de RAC1, en “La casa de la palabra” y “Levando anclas”,  de Radio Euskadi, en “El Matí de Barcelona", de betevé, en "7 dies", de 9 TV, en "Sant Cugat a fons" de Ràdio Sant Cugat, en Sant Cugat TV y en anteriores programas de 8TV como “8 al Dia” y “Migdia”. También es colaborador de la revista Sàpiens.
Es autor de seis ensayos sobre astronomía y una novela, “Proyecto Galileo”, orientada al público joven.
La mayoría de sus libros están publicados en catalán y castellano, como “100 cuestiones sobre el universo" (2021 edición en castellano - 2015 edición en catalán);  mientras que otros solo en catalán; entre éstos, la “Guia d’observació del cel per a nois i noies” (Guía de observación del cielo para chicos y chicas), "100 històries de l'aventura espacial" (2020) y "Una breu i atzarosa història de la vida" (2021).
Participa como conferenciante en la “Cena con estrellas” que organiza todos los veranos el Observatorio Fabra, y en diversas instituciones culturales y astronómicas. Colabora  con institutos y colegios para transmitir su pasión por la ciencia y el universo a los más jóvenes.
Casado y con dos hijas, vive en la localidad catalana de San Cugat del Vallés, y cuenta con una casa observatorio en Falset, en la zona de la comarca de El Priorato (Tarragona) donde ejerce su afición como astrofotógrafo.
Formó parte de la desaparecida Asociación Astronómica Sant Cugat-Valldoreix y es miembro de la Agrupación Astronómica de Barcelona (ASTER).

## Formación y carrera profesional
Licenciado en Ciencias Químicas por la Universidad de Barcelona, se especializó en Química Cuántica; y obtuvo el Máster en Astronomía y Astrofísica por la Universidad Internacional de Valencia.
Con formación en escuelas de negocios, en IESE con el Programa de Dirección General (PDG), y en Wharton School con el programa “Leading Strategy Execution”, ejerció de ejecutivo  en el mundo empresarial en diversas áreas: en T-Systems (Director de Recursos Humanos, Director de Estrategia e Innovación), en debis IT Services (Director de Desarrollo de Negocio de e-business) y en el Centre Informàtic de la Generalitat de Catalunya (Director de comunicaciones y nuevas tecnologías).
En 2008 creó la consultora Leading-On, especializada en la gestión del cambio y la ejecución. En 2015 creó  la metodología “A space to grow”, que utiliza el universo, las estrellas y el espacio como elementos inspiradores y facilitadores para la reflexión y la discusión en el ámbito de las organizaciones.

## Publicaciones
- "Retratos de un universo sorprendente" / “Retrats d’un univers sorprenent” (2015) Editorial émepe.
- "Proyecto Galileo" / “Projecte Galileu” (2016) Editorial Bambú.
- "100 cuestiones sobre el Universo” (2021) Lectio Ediciones. ISBN: 978-84-16918-95-9.[25]
- "La evolución de las estrellas" (2018), en castellano y francés. RBA / National Geographic.
- "Guia d’observació del cel per a nois i noies" (2019) Cossetània Edicions.
- "100 històries de l'aventura espacial" (2020)  Cossetània Edicions.[26]
- "Una breu i atzarosa història de la vida" (2021) Angle Edicions.[27]